# 塔納雷洛山

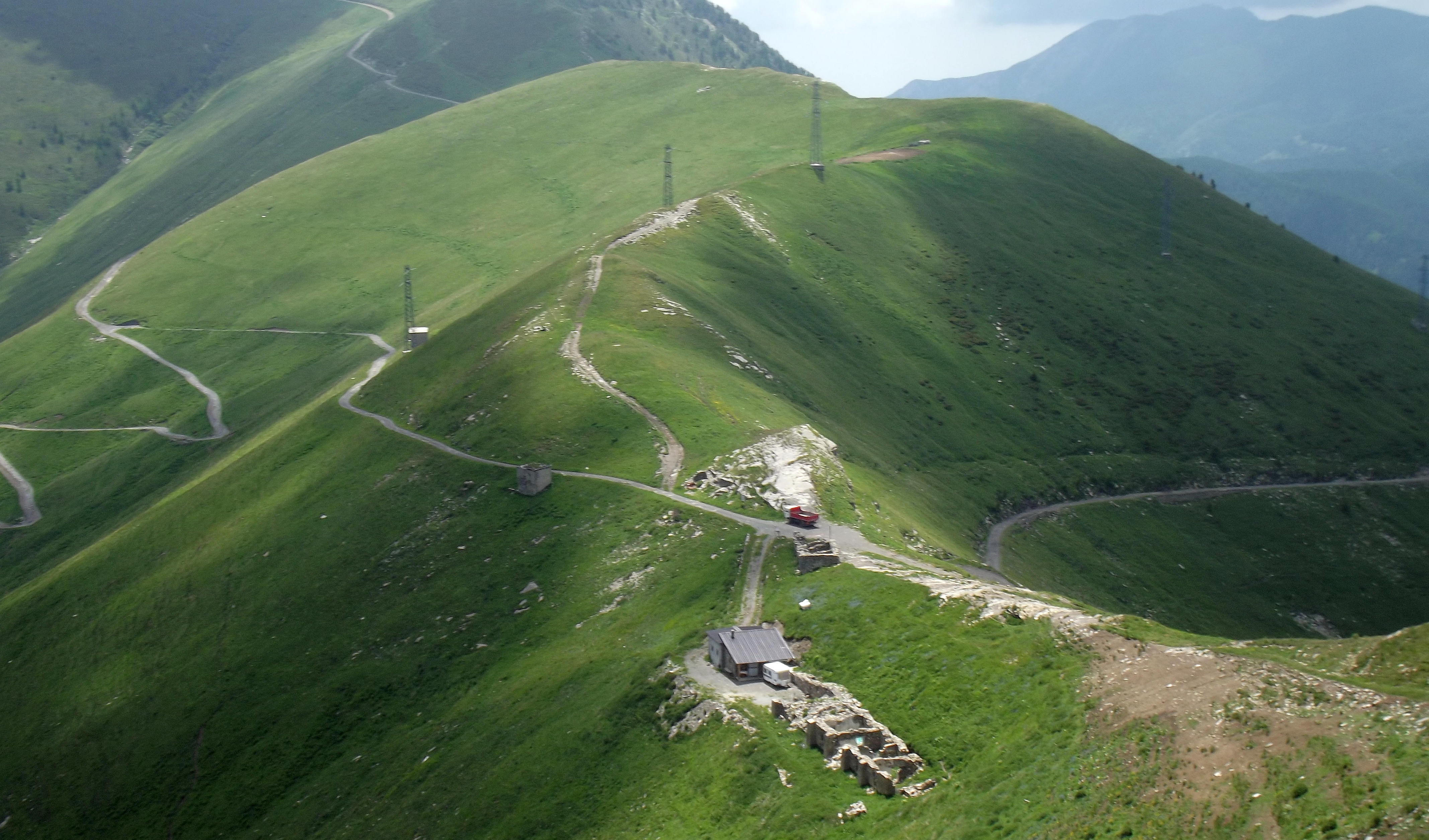

44°04′22.69″N 7°42′47.41″E / 44.0729694°N 7.7131694°E
塔納雷洛山（法語：Monte Tanarello），是西歐的山峰，位於法國和意大利接壤的邊境，由普羅旺斯-阿爾卑斯-蔚藍海岸大區和皮埃蒙特大區負責管轄，屬於利古里亞阿爾卑斯山脈的一部分，海拔高度2,094米。
乘坐從帕索塔納雷洛或帕索巴塞拉出發的火車就能到達這座山。此外，也可以騎山地車或穿雪地鞋登頂。